# Infern - Cant Vint-i-Cinquè

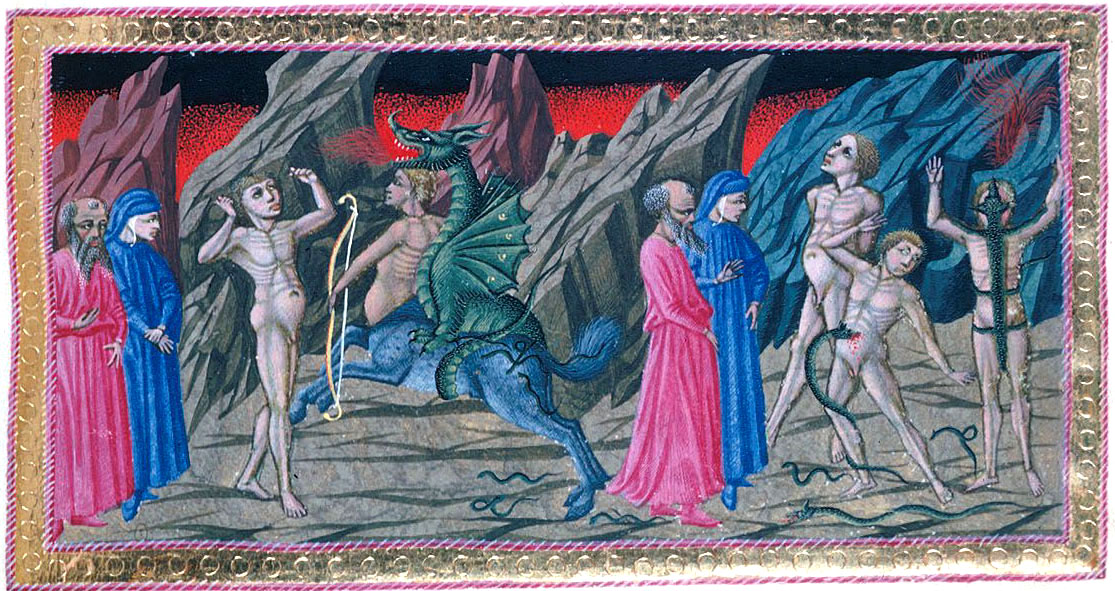
El cant vint i cinquè pintat per Priamo de la Quercia. Segle XV.

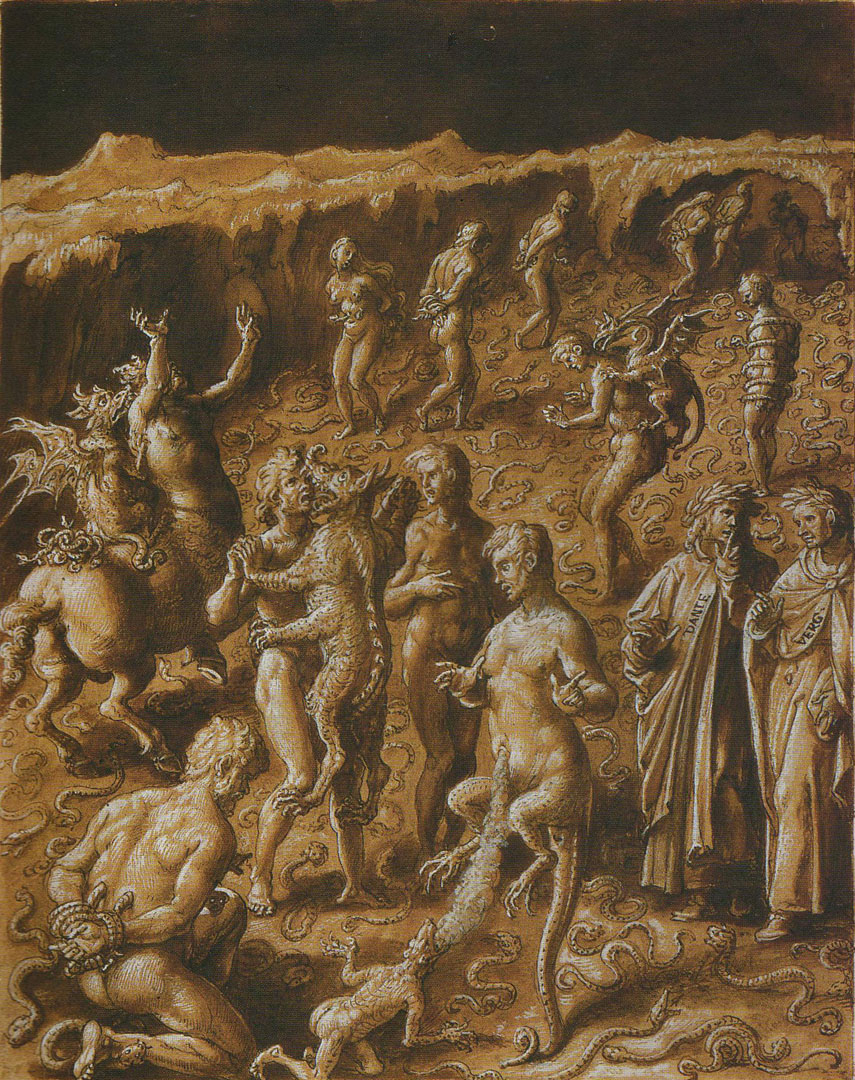
Giovanni Stradano. Cant XXV

## Infern - Cant vint-i-cinquè
El cant vint-i-cinquè de  l'Infern de Dante Alighieri té lloc al setè fossat del vuitè cercle, on són castigats els lladres; ens trobem al matí del 9 d'abril de 1300 (Dissabte Sant), o segons altres comentaristes del 26 de març de 1300.

## Anàlisi del cant

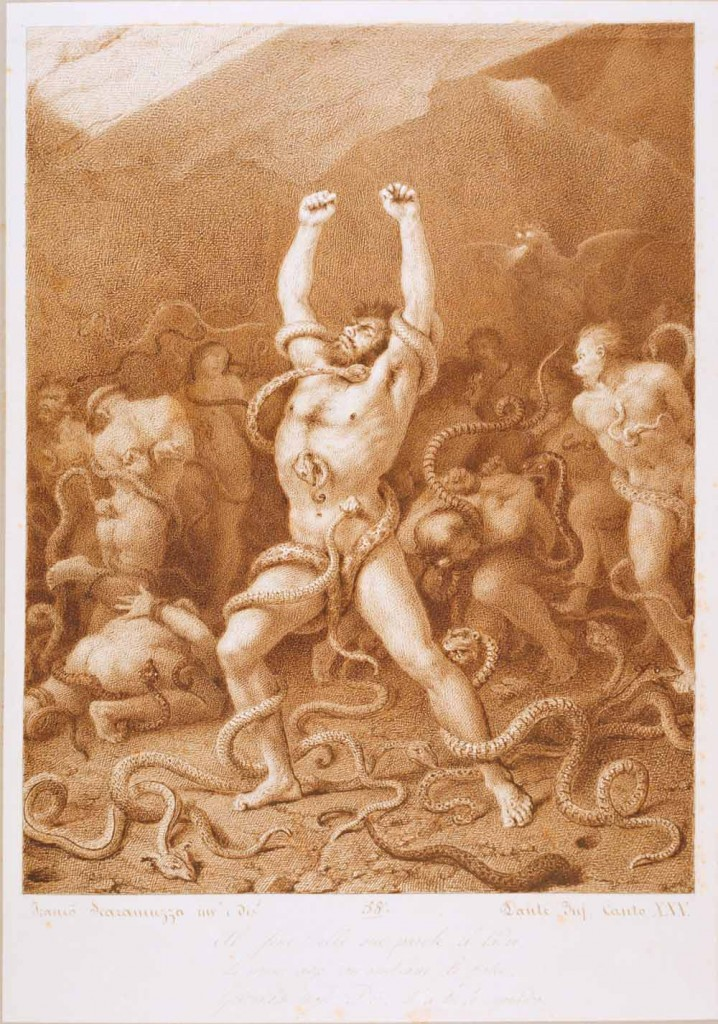
Francesco Scaramuzza segle XIX- Vanni Fuci

### Vanni Fucci i l'invectiva contra Pistoia- vv.1-16
El cant XXV continua com un complement de l'anterior (com si es tractés del mateix cant). Vanni Fucci, lladre confés, profeta de catàstrofes que acaba d'enumerar a Dante amb odi "perquè et servisca de turment", segueix al centre de l'escena i conclou el seu discurs arrogant i amenaçador amb un gest blasfem, que consisteix a alçar cap al cel les dues mans amb el gest de les figues (introduint el polze entre el dit índex i el mig, que a l'època era (i encara és en l'actualitat) un gest vulgar com fer "la botifarra") cridant: "Déu, pren-les, que són per tu!" (que vindria a ser "Agafe-les Déu, que te les mostro obertament", referint-se a les figues), una sòrdida blasfèmia, que Dante menysprea, afortunadament interrompuda per l'arribada de serps que, malgrat que en el cant anterior l'havien horroritzat (Infern XXIV, vv. 82-84), a partir d'aquell moment les considera amigues perquè estrangulen al condemnat com si li manessin de no parlar més i li lliguen de nou els braços que acaben de fer el gest obscè.
El poeta escriu llavors una invectiva contra la ciutat de Pistoia, pàtria de ciutadans tan culpables.
| «Ah Pistoia, Pistoia, per què no decideixes morir i fer-te cendra ja que, en el mal, superes la llavor?» |
| (vv. 10-13)                                                                                              |

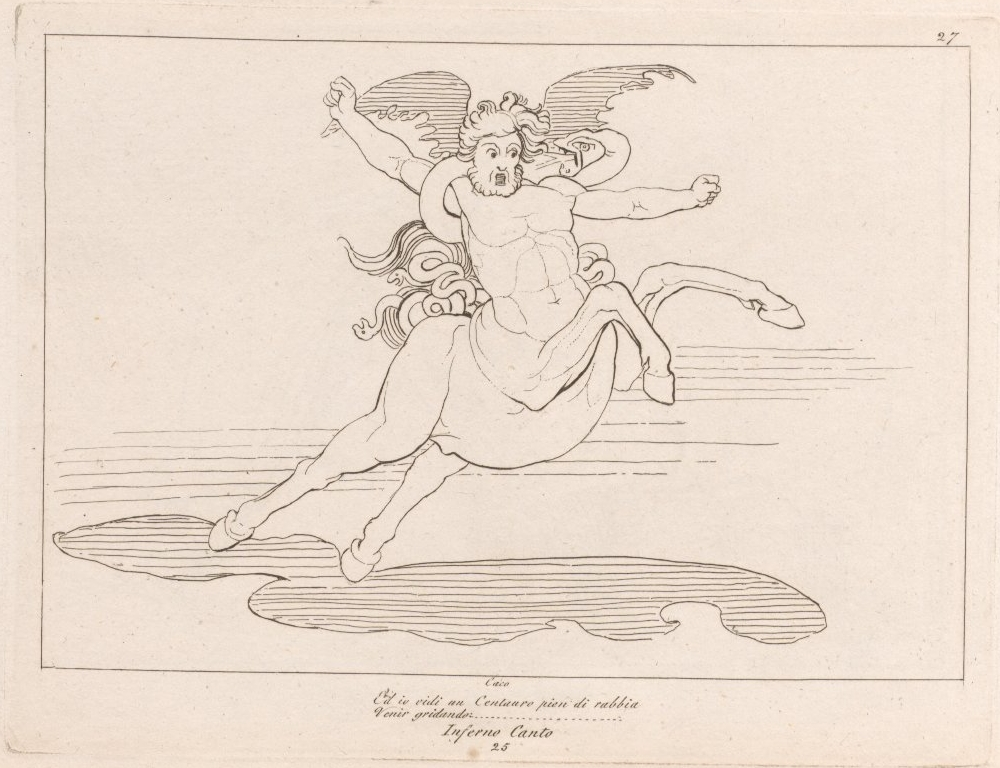
"i vaig veure un centaure ple de ràbia" - il·lustració de John Flaxman(1793)

Per què, Pistoia, no decideixes deixar d'existir, reduint-te a cendres? Els teus conciutadans són els pitjors pel que fa a maldat. Dante confessa de fet que, fins ara, en tot l'infern no s'ha trobat ningú tan sacríleg com el lladre de Pistoia, ni tan sols Capaneu, el rei blasfemador que va caure fulminat de les muralles de Tebes. Vanni Fucci deixa l'escena fugint i envoltat de serps, de manera que ja no pogué dir res més.

### El centaure Cacus - vv. 17-33
La posterior aparició del centaure Cacus (un monstre assassinat per Hèrcules que només Dante transforma en centaure a partir d'una descripció més aviat vaga de Virgili en l'Eneida) és sobtada i breu. Apareix furiós i corrent, cercant a Vanni Fucci ("On és l'impiu?", v. 18) que acabava de fer la blasfèmia, per castigar-lo. Això és perquè, com els seus germans centaures, és l''encarregat de fer respectar la voluntat de Déu en els baixos fons infernals (com hem vist que fa gran part del seu llinatge entre els violents del Flegetont, Cant dotzè de l'Infern); però al mateix temps ell és castigat entre els lladres perquè, a diferència de la majoria dels seus semblants, si bé va ser violent com ells ("molt sovint va omplir estanys de sang v. 27"), Dante considera més greu el robatori amb frau que va cometre del gran ramat d'Hèrcules.
Cacus és descrit vívidament com ple de serps que s'adhereixen al llarg de tota la gropa fins a l'empelt amb la part humana; moltes més de les que es podrien trobar a la Maremma segons Dante. A més Cacus porta un drac alat incrustat a l'esquena, això també és una invenció de Dante que li serveix per justificar el fet que el monstre escopís foc segons alguns autors antics.
Virgili el presenta a Cacus com el lladre monstruós que sovint va banyar el turó Aventí d'un llac de sang i que va robar a Hèrcules, amb frau, quatre bous i quatre vedelles del ramat que l'heroi havia pres a Gerió, estirant-los per la cua perquè les empremtes invertides enganyessin sobre la direcció que havien pres les bèsties;
Per posar fi a la seva obra perversa, Hèrcules el va matar amb un centenar de cops de la seva maça, però al desè cop ja estava mort; un final particularment truculent manllevat d'Ovidi, que serveix per subratllar que el frau, pot justificar la brutalitat per ser castigat.

### Els lladres florentins: primera metamorfosi - vv. 34-78
Virgili parla i Cacus passa i se'n va; mentrestant, tres esperits s'apropen sota els dos poetes, que només se n'adonen quan aquells els pregunten "Qui sou vosaltres?", interrompent el seu diàleg.
Dante no els reconeix, però, com succeeix de vegades en els passatges de l'obra, passa que l'esperit que ha parlat, n'anomena un altre dient: "Cianfa on es deu haver quedat?". A la qual cosa Dante, que sent anomenar un florentí, fa signe a Virgili de callar per poder escoltar.

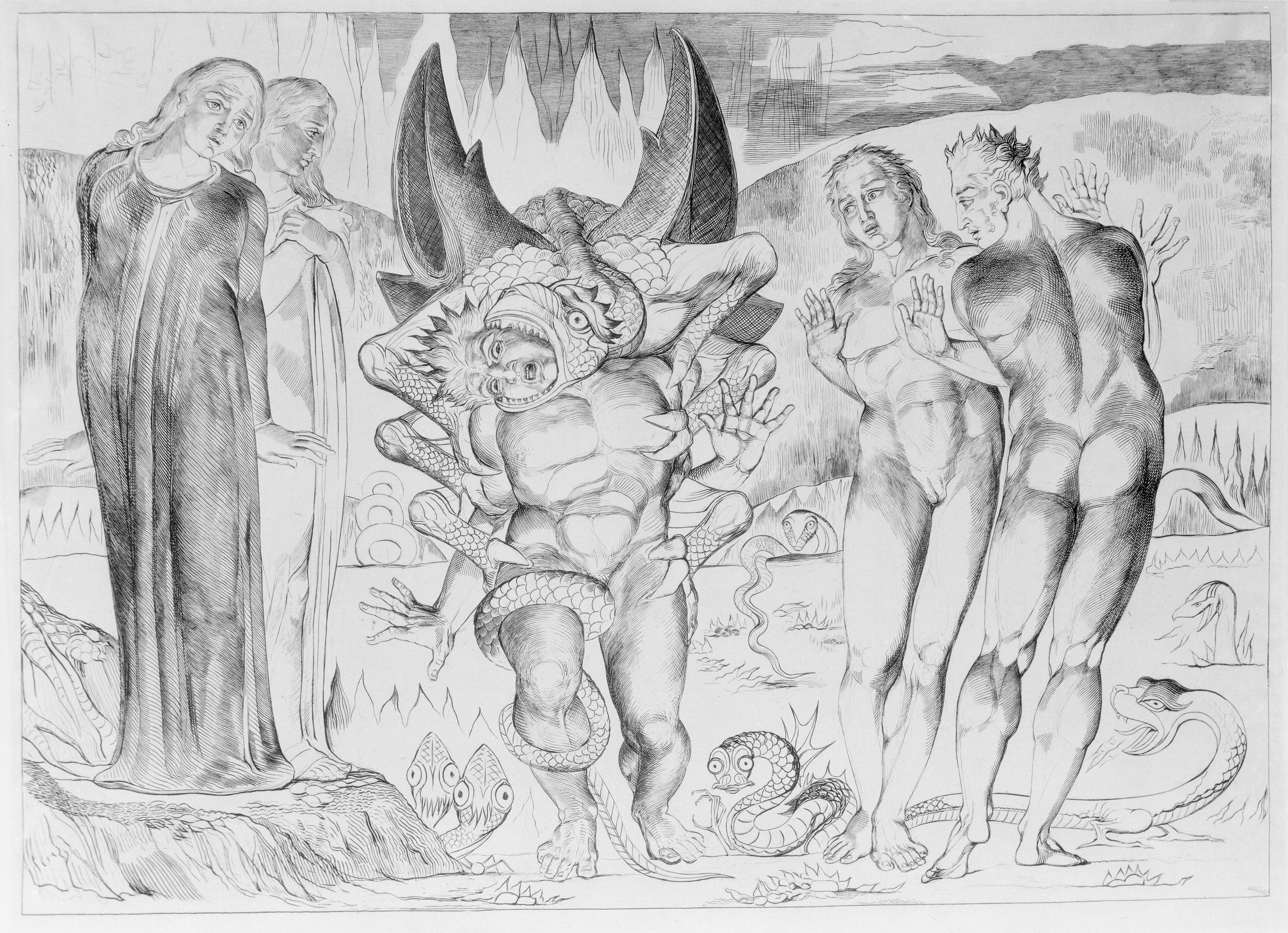
La transformació d'Agnello Brunelleschi vista per William Blake (circa 1825).

El Dante escriptor està a punt de descriure una escena de visions fantàstiques i sobrenaturals, davant d'això, com en altres ocasions, l'autor s'adreça directament al lector per explicar-li que allò que ha vist en l'Infern i que passarà a contar a continuació, és veritat, encara que soni increïble. Certament, un llangardaix amb sis potes es llança contra un dels tres condemnats i comença a fondre's amb ell. No sabem si aquesta transformació diferent correspon a un pecat distint del de Vanni Fucci, tal vegada es podria saber seguint les especificacions sobre el pecat del robatori que fa Tomás d'Aquino [1], però no hi ha prou elements per desxifrar-ho. De la biografia precisa d'un antic comentarista, es dedueix que aquest condemnat (Agnello Brunelleschi, era possiblement un lladre que solia disfressar-se i per això els seus trets són tan transfigurats a l'Infern). Fins i tot la narració de Dante, que es manté centrada en la descripció de la metamorfosi, no al·ludeix a cap altra característica biogràfica o moral. Potser el contrapàs s'interpreta només com a "robatori" de la identitat de l'home per part de les serps.
La transformació és el tema sobre el qual Dante se centra, en una espècie de rivalitat (ho escriurà ben aviat), amb els seus models clàssics com Ovidi i Lucà.
El llangardaix dels sis peus s'adhereix a la panxa del condemnat amb el parell de potes centrals ("Amb les potes del mig li estreny la panxa," - v. 52), amb les potes de davant als braços ("li agafa els braços amb les anteriors,", v.53) i amb el seu musell mossega la seva cara ("i li clava un mos en cada galta;", v. 54). Després li estén les dues potes posteriors al llarg de les cuixes ("les de darrere les posà a les cuixes,", v. 55) i li passa la cua entre les cames recolzant-la estirada sobre la seva esquena ("després passà la cua entre les cames, / i la tragué dreta ronyons amunt.", vv. 56-57)

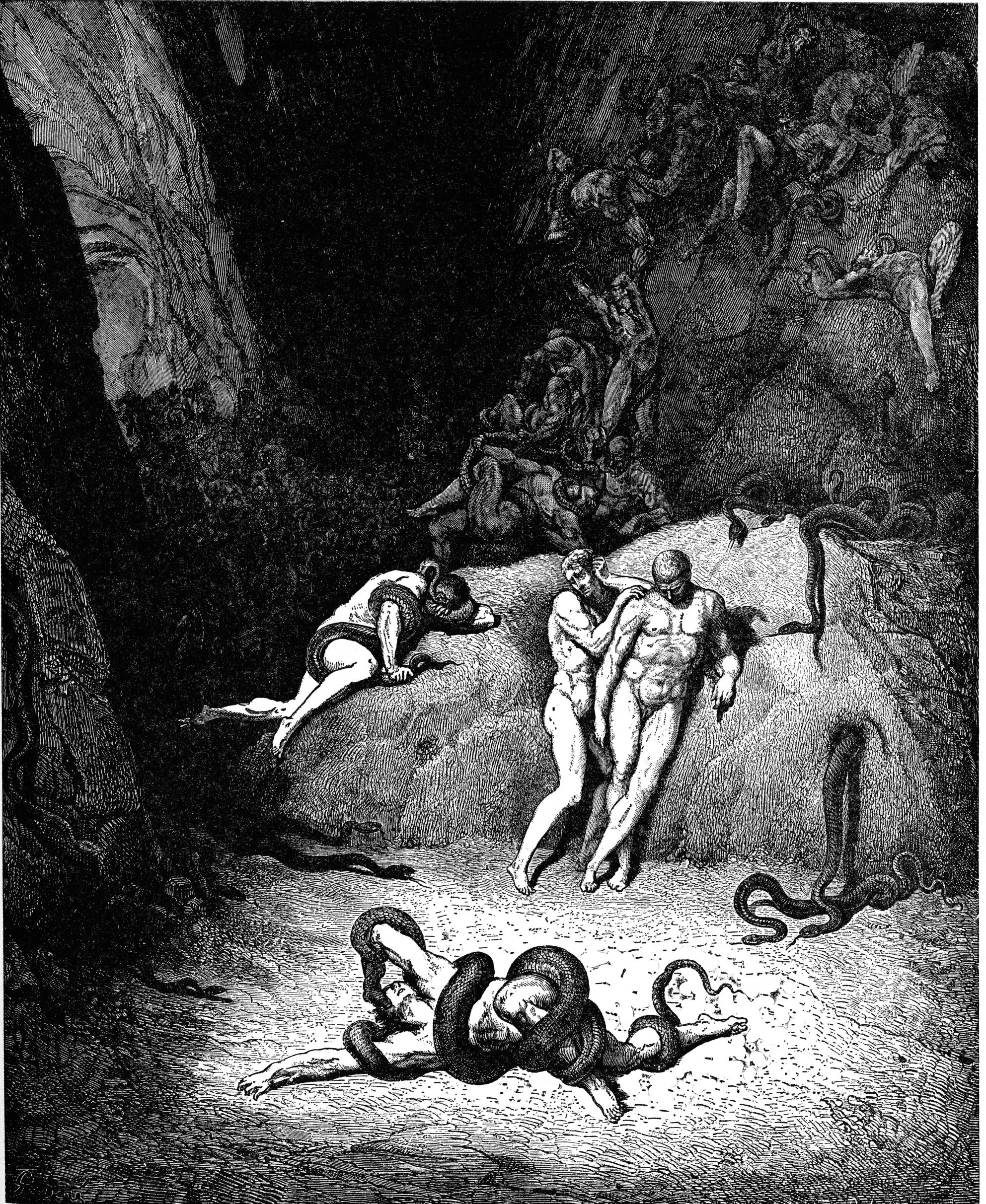
La metamorfosi d'Agnello Brunelleschi, segons Gustave Doré.

La bèstia se li adhereix com l'heura als arbres i els dos cossos comencen a fondre's com si fossin cera calenta, combinant els dos colors en un to que en realitat no és de cap d'ells, com el de paper que es crema, on entre la fulla blanca i el negre del cremat apareix un color intermedi, marró.
Els altres dos condemnats miren d'una banda encuriosits, i de l'altra atemorits i diuen que Agnel  a partir d'ara no és: "ni dos ni un.", és a dir la fusió no ha creat un nou individu, sinó un monstre horriblement transfigurat.
Tots dos esperits estan "perduts" en la nova forma, amb els caps fusionats en una sol rostre, els membres anteriors es converteixen en dos de quatre que n'hi havia (és a dir, els dos braços de l'home i les dues potes davanteres del rèptil s'han convertit en els membres anteriors del monstre, "De quatre parts, es van formar dos braços", v. 73), "i les cuixes, les cames, ventre i tors / esdevingueren membres mai no vists.", on qualsevol tret original era esborrat (en aquest cas Dante fa una rima ambigua, casso significa: tòrax, bust; però també perdut, destruït). El monstre surt així d'escena: "i així se n'anà amb passos lents.", v. 78.

### Segona metamorfosi - vv. 79-151
Igual que un llangardaix, d'aquells que en la calor estival es llança a travessar el carrer, una serpeta encesa (d'ira), "morada i negra com un gra de pebre", es llença sobre el llombrígol d'un dels dos condemnats drets i després li cau davant ("a un d'ells el travessà en aquella part / on tots hem pres el primer aliment, / després va caure estesa davant d'ell." vv.85-87). "El ferit la mirà i no va dir res", badallant, possiblement amb resignació, potser amb avorriment, "com assaltat per la febre o la son, / ell mirava la serp, i ella a ell"; surt fum de la boca de la serp i de la ferida de l'home, fums que es barregen en l'aire.
En aquest punt, Dante comença a descriure una doble transformació, de l'home en serp i de la serp en home, però abans de dedicar-se a la narració, llança, per dir-ho així, un repte per als poetes clàssics, l'anomenada iactatio (jactància) o vanto (orgull) dels tractats de retòrica, introduïda canònicament amb un "Que ara calle". Qui ha de callar, en aquest cas és Lucà quan parla de Sabello i Nasidio (soldats de l'exèrcit de Cató que en la Farsàlia són mossegats per serps i moren terriblement transfigurats, un transformat en cendres i l'altre que s'infla fins a explotar) i que es prepari a escoltar el que ara dispararé com una fletxa. [2]

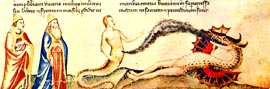
La metamorfosi de Buoso Donati. Anònim pisà 1345

Calli també Ovidi (el màxim poeta de les Metamorfosis), que va parlar de Cadme transformat en serp i d'Aretusa que es va transformar en font, que jo, diu Dante, no tinc res a envejar-los: mai ningú ha descrit una doble metamorfosi creuada, "cara a cara". Dante, no tenia només motius com a poeta de vantar-se, sinó que el seu desafiament va emmarcat en la consciència dels autors medievals d'haver rebut la revelació cristiana, i així pot comprendre un sentit al·legòric en els mites, que era impossible d'esbrinar per als autors antics.
La descripció en paral·lel de les dues metamorfosis és molt llarga i detallada, en diversos passatges. En primer lloc, la cua de la serp es bifurca en dos, mentre que les cames de l'home es fusionen ràpidament, de manera que ben aviat no hi ha més signes d'articulació: és com si la cua bifurcada prengués, extragués la humanitat de l'altra persona, que mentrestant, perdia la seva natura; la pell de l'un es feia tova, i la de l'altre dura; els peus de darrere del serpent (entès en el sentit genèric de rèptil, ja que els serpents no tenen potes) s'ajunten i es transformen en el membre masculí mentre el penis del "desgraciat"(l'home) s'acabava de dividir; el fum envolta tots dos fent variar el color de la pell i fent aparèixer cabells i pèl sobre l'un, de la mateixa manera que el fa desaparèixer de l'altre i mentrestant un cau a terra i l'altre es lleva dempeus; els dos continuen mirant-se "sempre amb ulls impius", mentre canvien de musell: un el retira cap a les temples, i la pressió de la matèria li fa sortir les orelles de les galtes, mentre que una part de la matèria no es retira i dona lloc al nas i als llavis; el que està a terra en canvi fa tirar endavant el musell i retira les orelles igual que fa el caragol amb les banyes; la llengua de l'un es bifurca, mentre que la de l'altre s'ajunta; el fum s'atura, desapareix i la transformació s'acaba.
A continuació, la serp s'escapa xiulant per la vall "i l''altre escup (potser per insult, per conjur o per excés de salivació, qui sap [3]), darrere, mentre parla.", i girant-se al darrer condemnat que ha assistit a tota l'escena en silenci, li diu: "Vull que Buoso vaja / a rossegons per aquest vall, com jo"[4].
Dante ha vist així "els" (zavorra: solatge, gent menyspreable) de la setena fossa com es transformaven. I el Dante escriptor que ara pren la paraula insistint de nou al lector perquè cregui realment en aquesta experiència seva a l'ultramón, però que s'excusa perquè: "la novetat / explica que la ploma se'm rebel·le" és a dir que s'expressa una mica confusament, potser perquè la visió mateixa era confusa.
Però, tot i que tenia la seva: "ment desorientada", ell havia reconegut abans que desapareguessin (escapolir-se, escapar-se, fugir) a Pucio Sciancato (el condemnat que no es va transformar) i aquell que Gaville encara plora, que segons els comentaristes seria Francesco Cavalcanti, assassinat a Gaville, els parents del qual van fer una venjança tremenda en la petita ciutat del camp florentí.
Dante ha trobat doncs cinc florentins en aquest fossat (Cianfa Donati, Agnello Brunelleschi, Buoso Donati, Puccio Sciancato i Francesco Cavalcanti) i el menyspreu per la mala fama d'aquests seus conciutadans el farà pronunciar una invectiva contra Florència a l'inici del proper cant.

## Recitat del Cant Vint-i-cinquè a la xarxa
- Vittorio Gassman: https://www.youtube.com/watch?v=FJ_maZmkVXg
- Lectura i comentari de Vittorio Sermonti: https://www.youtube.com/watch?v=MZAtCna1Yaw
- Paràfrasi i imatges animades: https://www.youtube.com/watch?v=AxsDYPV7t7g